# Déli evangélikus egyházkerület
A Déli evangélikus egyházkerület a Magyarországi Evangélikus Egyház három egyházkerületének egyike. Székhelye Budapesten található. 65 evangélikus egyházközség alkotja, elsősorban Magyarország déli vármegyéi tartoznak hozzá, de nem képez egybefüggő területet: egyrészt Tolna, Baranya, Bács-Kiskun, Csongrád-Csanád és Békés vármegye, másrészt pedig Budapest pesti oldalának evangélikus gyülekezetei tartoznak hozzá.
Az egyházkerület 1952-ben jött létre, alapvetően a korábbi Bányai evangélikus egyházkerület gyülekezeteiből, de a Nyugati (Dunántúli) evangélikus egyházkerület több déli gyülekezete is hozzá került. Területe 2000-ben jelentősen lecsökkent, amikor az addigi két kerület mellé újra felállították a Nyugati (Dunántúli) Egyházkerületet.

## Története
1952-ben a zsinat pártállami nyomásra felszámolta a négy egyházkerületet, és helyettük két újat, egy északit és egy délit állított fel. A Déli Egyházkerület 1952. július 1-jei hatállyal jött létre, első püspöke az addigi – Ordass Lajos püspök bebörtönzése után a kerület élére került – bányai egyházkerületi püspök, Dezséry László, egyházkerületi felügyelője Darvas József, az addigi bányai kerületi felügyelő lett.
Az egyházkerület területét a bányai egyházkerület nagyobb része – a budai gyülekezetek kivételével – és a dunántúli kerület tolna-baranya-somogyi, külső-somogyi egyházmegyéinek egyházközségei és néhány zalai gyülekezet alkották. (Zalaegerszegtől Pesten át Gyuláig.) Az egyházmegyei határok ugyanekkori átrajzolásának következményeként a kerületet 45 éven keresztül nyolc egyházmegye alkotta: Bács-Kiskun, Kelet-Békési, Nyugat-Békési, Csongrád-Szolnoki, Pesti, Pestmegyei, Somogy-Zalai és Tolna-Baranyai Egyházmegye. Mindkét egyházkerület székhelyéül Budapestet jelölték ki, a déli püspök egyben a Deák téri gyülekezet lelkésze is. Az első néhány év az egyházkerület számára is a megfélemlítés és az egyházi élet visszaszorításának időszaka volt.
A kommunista diktatúra enyhülésének jeleként 1956. október 5-én sor került Ordass Lajos püspök állami rehabilitációjára, ezt október 8-án követte az egyházi rehabilitáció. Ezután Dezséry László október 31-én lemondott, így Ordass püspök átvehette a déli kerület vezetését, ezt november 2-án a Szabad Kossuth Rádió által közvetített beszédében nyilvánosan is bejelenthette. Ordass Lajost 1957-ben az Evangélikus Világszövetség alelnökévé választotta, de a pártállam 1958. június 24-én másodszor is eltávolította az egyházkerület éléről. A váltásnak a legitimitás némi látszatát kölcsönözve Dezséry László néhány órára újra elfoglalta a püspöki tisztséget, majd – most már végérvényesen – lemondott. Ezt követően a gyülekezetek – egyetlen jelöltként – Káldy Zoltán pécsi lelkészt, tolna-baranyai esperest választották meg püspöknek, akit 1958. november 4-én iktattak be hivatalába. Káldy püspök 1967-től haláláig – szinte egyszemélyi vezetőként – az egyház püspök-elnöke is volt, 1984-ben pedig az Evangélikus Világszövetség budapesti ülésén elnökének választotta meg. Kemény kézzel irányította egyházkerületét és az egyházat, saját teológiai rendszerét, az ún. diakóniai teológiát szinte kizárólagossá tette.
Káldy Zoltán 1987. május 17-i halálát követően az egyházkerület Harmati Bélát, a hosszú idő óta genfi kiküldetésben dolgozó lelkészt választotta meg püspökének, a régóta betöltetlen kerületi felügyelői posztra pedig Dr. Frenkl Róbert orvosprofesszort. Az új elnökséget október 24-én iktatták be hivatalába a Deák téri templomban. 1989 szeptemberében, az államosított evangélikus iskolák közül elsőként újraindulhatott a Fasori Evangélikus Gimnázium, ezt később több más intézmény visszavétele is követte. 1996. december 31-i hatállyal a zsinat megszüntette a Csongrád-Szolnoki Egyházmegyét, gyülekezeteit a szomszédos megyékhez osztotta be; viszont 1997 novemberében kettéosztotta a Pest Megyei Egyházmegyét, létrehozva így a Dél-Pest Megyei és az Észak-Pest Megyei Egyházmegyéket.  2000-ben harmadik kerületként újra létrejött a Nyugati (Dunántúli) Egyházkerület, a területi átrendezés során a déli kerülettől Dunántúlhoz került a Somogy-Zalai Egyházmegye, Északhoz pedig a Dél-Pest Megyei és az Észak-Pest Megyei Egyházmegye, így az egyházkerületnek öt egyházmegyéje maradt. 2003-ban Harmati Béla püspök, elérve a nyugdíjkorhatárt, nyugdíjba vonult, utódjának a kerület Gáncs Péter országos missziói lelkészt választotta meg, a lemondott Sólyom Jenő kerületi felügyelő helyére pedig Szemerei Zoltánt. Beiktatásukra 2003. szeptember 6-án, Békéscsabán került sor. 2006-ban újabb felügyelőválasztásra került sor, a magyarországi evangélikusság történetében a déli kerület választott először nőt erre a tisztségre Radosné Lengyel Anna személyében, 2006. szeptember 16-án Kecskeméten iktatták be hivatalába. 2018-ban ismét országos választásokra került sor, amelynek során Kondor Péter békéscsabai lelkész, a Kelet-békési Egyházmegye esperese lett az egyházkerület püspöke; felügyelője pedig Font Sándor. Őt a 2024-es választások során Liska András régész, a gyulai Erkel Ferenc Múzeum igazgatója váltotta az egyházkerületi felügyelő pozícióban. 

### Püspökök
| sorszám | Név            | Szolgálati idő | Megjegyzés |
| ------- | -------------- | -------------- | ---------- |
| 1.      | Dezséry László | 1952–1956      |            |
| 2.      | Ordass Lajos   | 1956–1958      |            |
| 3.      | Káldy Zoltán   | 1958–1987      |            |
| 4.      | Harmati Béla   | 1987–2003      |            |
| 5.      | Gáncs Péter    | 2003–2018      |            |
| 6.      | Kondor Péter   | 2018–          |            |

### Egyházkerületi felügyelők
| sorszám | Név                  | Szolgálati idő | Megjegyzés |
| ------- | -------------------- | -------------- | ---------- |
| 1.      | Darvas József        | 1952–1972      |            |
| 2.      | Szent-Ivány Ödön     | 1972–1977      |            |
| 3.      | Dr. Frenkl Róbert    | 1987–1989      |            |
| 4.      | Sólyom Jenő          | 1990–2003      |            |
| 5.      | Szemerei Zoltán      | 2003–2006      |            |
| 6.      | Radosné Lengyel Anna | 2006–2018      |            |
| 7.      | Font Sándor          | 2018-2024      |            |
| 8.      | Liska András         | 2024-től       |            |

## Szervezeti felépítés
65 egyházközség található az egyházkerület területén, amik 5 egyházmegyét alkotnak:
- Bács-Kiskun Evangélikus Egyházmegye
  - Esperese: Homoki Pál (Soltvadkerti Evangélikus Egyházközség lelkésze)
Egyházmegyei felügyelője: Dudla Erzsébet
Egyházközségek száma: 13
- Kelet-Békési Evangélikus Egyházmegye
  - Esperese: Nagy Zoltán (Békéscsabai Evangélikus Egyházközség lelkésze)
Egyházmegyei felügyelője: Liska András
Egyházközségek száma: 9
- Nyugat-Békési Evangélikus Egyházmegye
  - Esperese: Lázár Zsolt (Szarvas-Ótemplomi Egyházközség lelkésze)
Egyházmegyei felügyelője: Bacsurné Nagy Ildikó
Egyházközségek száma: 12
- Pesti Evangélikus Egyházmegye
  - Esperese: Deák László (Kispesti Evangélikus Egyházközség lelkésze)
Egyházmegyei felügyelője: Krizsán Zoltán
Egyházközségek száma: 17
- Tolna-Baranyai Evangélikus Egyházmegye
  - Esperese: Sefcsik Zoltán (Szekszárdi Evangélikus Egyházközség lelkésze)
Egyházmegyei felügyelője: Zuschlag János
Egyházközségek száma: 14

Az egyházkerület jelenlegi vezetése:
- Kondor Péter püspök
- Liska András egyházkerületi felügyelő
- dr. Korányi András püspökhelyettes
- Krizsán Zoltán egyházkerületi másodfelügyelő

## Evangélikus intézmények az egyházkerület területén
- Evangélikus Hittudományi Egyetem, Budapest
- Békéscsabai Evangélikus Gimnázium, Művészeti Szakközépiskola, Kollégium és Alapfokú Művészetoktatási Intézmény, Békéscsaba
- Bonyhádi Petőfi Sándor Evangélikus Gimnázium és Kollégium, BonyhádA Békéscsabai Evangélikus Gimnázium épülete

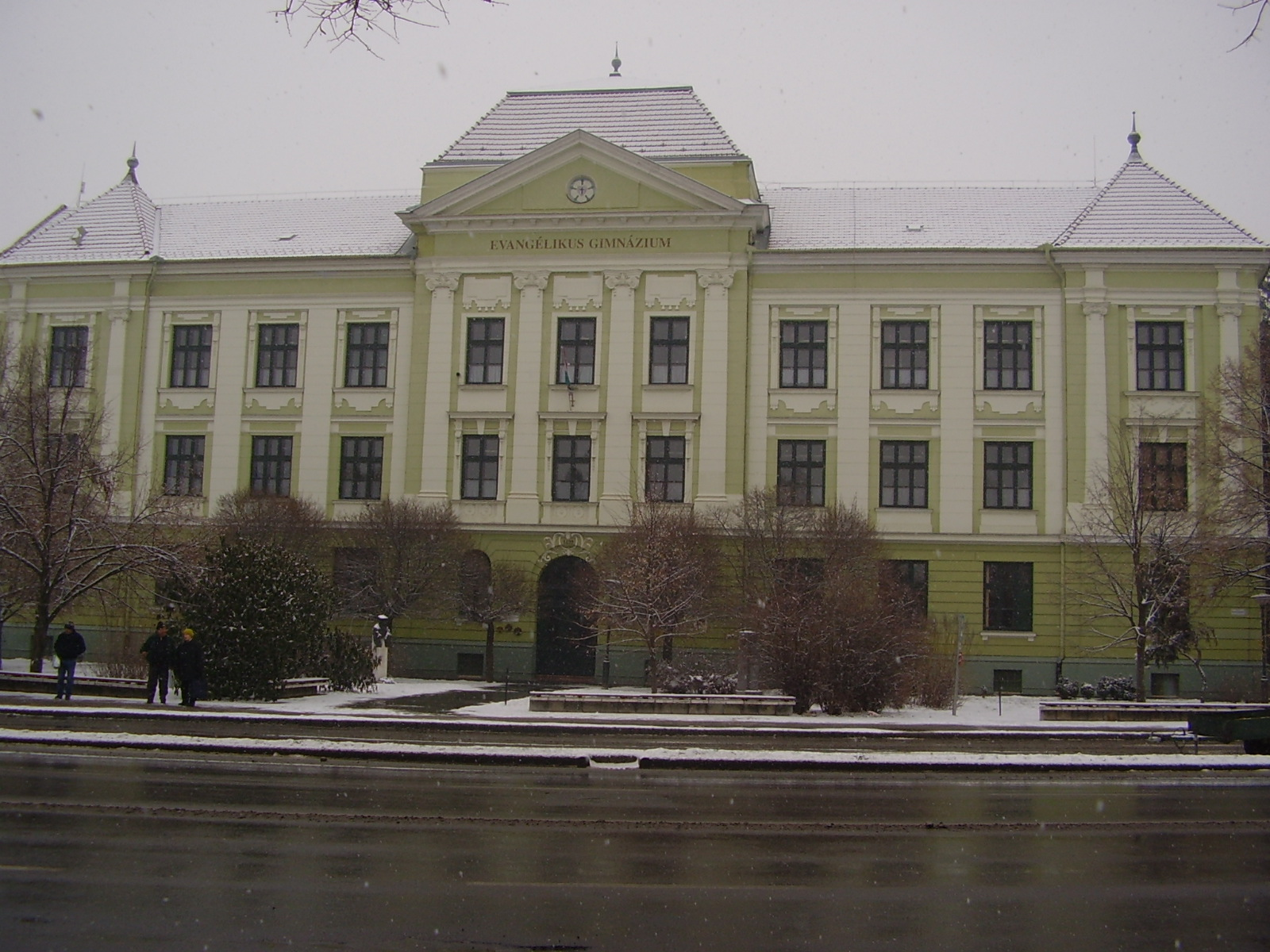
A Békéscsabai Evangélikus Gimnázium épülete

- Budapest-Fasori Evangélikus Gimnázium, Budapest
- Magyarországi Evangélikus Egyház Budapesti Kollégiuma, Budapest
- Deák Téri Evangélikus Gimnázium, Budapest
- Kiskőrösi Petőfi Sándor Evangélikus Óvoda, Általános Iskola, Gimnázium és Kertészeti Szakközépiskola, Kiskőrös
- Mezőberényi Petőfi Sándor Evangélikus Gimnázium és Kollégium, Mezőberény
- Luther Márton Szakkollégium, Budapest
- Székács József Evangélikus Óvoda, Általános Iskola és Gimnázium, Orosháza
- Sztehlo Gábor Evangélikus Óvoda, Általános Iskola és Gimnázium, Budapest
- Tessedikkel a XXI. Századba – Második Esély Népfőiskola, Szarvas
- Vajda Péter Evangélikus Gimnázium, Szarvas
- Békéscsabai Evangélikus Általános Iskola, Békéscsaba
- Benka Gyula Evangélikus Általános Iskola és Óvoda, Szarvas
- Kossuth Lajos Evangélikus Általános Iskola, Soltvadkert
- Podmaniczky János Evangélikus Óvoda és Általános Iskola, Budapest
- „Égbőlpottyant” Evangélikus Óvoda, Hódmezővásárhely
- Evangélikus Egyházi Óvoda, Tótkomlós
- Evangélikus Óvoda, Soltvadkert
- Katicabogár Evangélikus Német Nemzetiségi Óvoda, Mezőberény
- Kisdeák Evangélikus Óvoda, Budapest
- Napfény Evangélikus Kézműves Óvoda, Szarvas
- Baldauf Gusztáv Evangélikus Szeretetotthon, Pécs
- Békéscsabai Evangélikus Szeretetszolgálat, Békéscsaba
- Evangélikus Diakóniai Otthon, Kaposszekcső
- Győry Vilmos Evangélikus Szeretetszolgálat, Orosháza
- Idősek Napközi Otthona, Kecskemét
- Jó Pásztor Evangélikus Szeretetotthon, Kiskőrös
- Kondorosi Nyugdíjasház – Evangélikus Egyház, Kondoros
- Középhalmi Misszió Alapítvány (Szenvedélybeteg-mentő Szakszolgálat), Szarvas
- Mandák Mária Evangélikus Gyülekezeti Ház, Budapest
- II. Kerületi Evangélikus Egyház Idősek Klubja, Mezőberény
- Ótemplomi Szeretetszolgálat, Szarvas
- Rákospalotai Evangélikus Szeretetotthon, Budapest
- Tótkomlósi Evangélikus Szeretetszolgálat, Tótkomlós
- Evangélikus Rádiómisszió – Evangélikus Missziói Központ, Budapest
- Luther Kiadó, Budapest
- Zákeus Médiacentrum, Budapest